# 영웅삼국지
《영웅삼국지》는 TV조선에서 금요일 밤 11시에 방송된 예능 프로그램이다.

## MC
- 서장훈
- 정형돈

## 패널
- 심용환
- 리야오
- 장위안
- 요시카타 베키
- 다케다 히로미츠